# Le Mesnil-Saint-Denis
 Le Mesnil-Saint-Denis  es una comuna y población de Francia, en la región de Isla de Francia, departamento de Yvelines, en el distrito de Rambouillet y cantón de Chevreuse.
No está integrada en ninguna Communauté de communes.

## Demografía
Su población en el censo de 1999 era de 6.518 habitantes. Forma parte de la aglomeración urbana de París.
| 792 | 1,281 | 1,727 | 4,061 | 5,391 | 6,594 | 6,528 | 6,518 |
| Para los censos de 1962 a 1999 la población legal corresponde a la población sin duplicidades (Fuente: INSEE [Consultar]) |       |       |       |       |       |       |       |